# Washitella
Washitella es un género de foraminífero bentónico de la subfamilia Ramulininae, de la familia Polymorphinidae, de la superfamilia Polymorphinoidea, del suborden Lagenina y del orden Lagenida. Su especie-tipo es Washitella typica. Su rango cronoestratigráfico abarca desde el Albiense (Cretácico inferior) hasta el Cenomaniense (Cretácico superior).

## Discusión
Clasificaciones previas incluían Washitella en la superfamilia Nodosarioidea.

## Clasificación
Washitella incluye a la siguiente especie:
- Washitella typica †